# Sandoz - Fondation de Famille
Pour les articles homonymes, voir Sandoz (homonymie).
La Fondation de Famille Sandoz créée en 1964, est une fondation privée suisse.

## Description
La fondation est créée par le sculpteur Édouard-Marcel Sandoz, fils d'Édouard Constant Sandoz, fondateur en 1866 de la société bâloise Sandoz, aujourd'hui Novartis. Elle a pour but de s'engager dans des activités de bienfaisance dans des domaines divers de l'éducation et de la formation, de l’enseignement supérieur et de la recherche, ainsi que dans le cadre d'activités culturelles et sociales,.
La fondation opère principalement en Suisse dans plusieurs champs dont ceux du soutien et de l'encouragement à la culture artistique avec la Fondation Edouard et Maurice Sandoz (FEMS), et économiquement dans les secteurs de l'horlogerie avec le soutien à Parmigiani Fleurier et Vaucher Manufacture à Fleurier ainsi que de l'hôtellerie avec six hôtels : un à Neuchâtel, un à Zermatt et quatre à Lausanne, parmi lesquels le Beau-Rivage de Lausanne, le Lausanne Palace et le Château d'Ouchy.
La fondation participe également au financement et au soutien  de l'industrie pharmaceutique  avec Novartis (capital - actions), au secteur des arts graphiques et de l'imprimerie avec l'entreprise d'art graphique Genoud  au Mont-sur-Lausanne,, PCL Presses Centrales à Renens, l'Imprimerie Cornaz à Yverdon-les-Bains, Musumeci à Aoste (Italie), et dans les technologies et de la communication avec Interoute. La fondation indique que sa politique d’investissement est orientée vers l'innovation technologique et le développement durable.

## Prix de la Fondation Edouard et Maurice Sandoz
Le Prix FEMS, une bourse de 100 000 francs suisses, récompense chaque année depuis 1996 un ou une artiste suisse dont le projet de création aura été retenu par le jury. La bourse est attribuée alternativement à un projet dans le domaine de la sculpture, de la littérature, de la musique et de la peinture. Les lauréats ont été depuis 1997 en sculpture Jean Stern pour son projet Paysages instantanés,
- 1998 ; (littérature) Anne-Lou Steininger pour son projet Les jours qu'il me reste à vivre[13]
- 1999 ; (peinture) Zivo (Zivoslav Ivanovic) pour son projet Des passages Âne-Oiseau[12],
- 2000 ; (musique) Xavier Dayer pour son projet de musique de ballet Sept fragments de Faust, inspiré de l'œuvre de l'écrivain portugais Fernando Pessoa[14],
- 2001 ; (sculpture) Urs-Peter Twellmann pour son projet de sculpture en plein air intitulée Landart / Art in Nature[12],
- 2002 ; (littérature) Yves Rosset pour son œuvre Oasis de transit est à mi-chemin entre le journal de voyage personnel et l'article littéraire[12],
- 2003 ; (peinture) Rosina Kuhn[12],
- 2006 ; (littérature) Filippo Zanghì pour son projet La transition[12],
- 2007 ; (peinture) Olivier Saudan,
- 2009 ; (sculpture) Etienne Krähenbühl,
- 2010 ; (littérature) Ivan Salamanca[15],
- 2011 ; (peinture) Stéphane Belzère,
- 2013 ; (sculpture) François Burland,
- 2014 ; (littérature) Julien Buissoux[16],
- 2015 ; (peinture) Barbara Gwerder[17]
- 2017 ; (sculpture) Ignazio Bettua[18],
- 2019 ; (littérature) Isaac Pante[19],
- 2020 ; (peinture) Achim Schroeteler[20],
- 2021 ; ???
- 2022 ; (sculpture) Laurin Schaub[17]
- 2023 ; (littérature) Tom Tirabosco[17]
- 2024 ; (peinture) ???[17]